# Marcel Darou
Pour les articles homonymes, voir Darou.
Marcel Darou, né le 3 août 1896 à Hazebrouck (Nord) et mort le 29 janvier 1986 dans sa ville natale, est un homme politique français. 

## Biographie
Conseiller municipal de sa ville natale dès 1935, il en devient adjoint au maire puis 1er adjoint au maire de 1935 à 1965. Combattant des deux guerres, résistant, il est député socialiste aux deux Assemblées constituantes, puis à l'Assemblée nationale (1946-1958), il est ensuite sénateur du Nord (1961-1974) et préside la commission des affaires sociales.

## Distinctions
- : Commandeur de la Légion d'honneur.
- : Croix de guerre 14-18.
- : Croix de guerre 1939-1945 avec Palmes.
- : Commandeur de l'Ordre du Mérite combattant.
- : Commandeur de l'Ordre des Palmes académiques (1959)[3]
- : Officier de l'Ordre de Léopold de Belgique.